# Shintarō Kurumaya
Shintarō Kurumaya (en japonés: 車屋紳太郎; Kumamoto, 5 de abril de 1992) es un futbolista japonés que juega en la demarcación de defensa para el Kawasaki Frontale de la J1 League.

## Selección nacional
Hizo su debut con la selección de fútbol de Japón el 10 de octubre de 2017 después de que Vahid Halilhodžić le convocase para jugar un partido amistoso contra Haití. El partido acabó con un resultado de empate a tres tras los goles de Shu Kurata, Kenyu Sugimoto y de Shinji Kagawa por parte de Japón, y de Kevin Lafrance y un doblete de Duckens Nazon por parte del combinado haitiano. Además disputó el Campeonato de Fútbol del Este de Asia 2017.

## Clubes
| Club              | País  | Año   | Partidos | Goles |
| ----------------- | ----- | ----- | -------- | ----- |
| Kawasaki Frontale | Japón | 2014- | 335      | 11    |

## Palmarés

### Títulos nacionales
| Título             | Club              | País  | Año  |
| ------------------ | ----------------- | ----- | ---- |
| J1 League          | Kawasaki Frontale | Japón | 2017 |
| J1 League          | Kawasaki Frontale | Japón | 2018 |
| Supercopa de Japón | Kawasaki Frontale | Japón | 2019 |
| Copa J. League     | Kawasaki Frontale | Japón | 2019 |
| J1 League          | Kawasaki Frontale | Japón | 2020 |
| Copa del Emperador | Kawasaki Frontale | Japón | 2020 |
| Supercopa de Japón | Kawasaki Frontale | Japón | 2021 |
| J1 League          | Kawasaki Frontale | Japón | 2021 |
| Copa del Emperador | Kawasaki Frontale | Japón | 2023 |
| Supercopa de Japón | Kawasaki Frontale | Japón | 2024 |